# David McClure
David McClure (Ridgefield, 1º aprile 1986) è un allenatore di pallacanestro ed ex cestista statunitense, professionista nell D-League e in Europa.

## Palmarès
- Lega Baltica: 1

Šiauliai: 2013-14